# 1971年人民解放阵线叛乱
1971年人民解放阵线叛乱，又称1971年起义，是由锡兰马克思列宁主义政党人民解放阵线发动的两场反西丽玛沃·班达拉奈克联合政府的叛乱的第一起。叛乱于1971年4月5日开始，一直持续到同年6月。叛军占领南部省城镇和农村地区数周，直到得到友好国家的人员和武器援助的锡兰武装部队重新夺回这些区域。尽管这第一次夺取政权的尝试很快就被武力镇压，但1987年，人民解放阵线在锡兰南部、中部和西部地区发动了持续数年的低强度叛乱。
叛乱于1971年正式开始，但第一次袭击发生在1970年。人民解放阵线先与右翼的统一国民党发生战争，然后在全国范围内发起反对新当选的社会主义联合政府的武装斗争。政府的社会主义特质引起了许多它需要得到支持的国家的关注。苏联派出了60名空军；印度守卫着锡兰的堡垒，阻止朝鲜船只和一艘袭击港口的中国货轮。尽管中国向锡兰提供了外交援助，但仍被指责支持人民解放阵线；据称，中国外交官联系了朝鲜，后者向人民解放阵线提供了武器和弹药。

## 起源
锡兰（今天的斯里兰卡）于1948年2月4日成为英国的自治领，在与英国政府的自治权谈判中发挥了重要作用的斯蒂芬·森纳那亚克组织了第一届保守政府。他创立了统一国民党，合并了三个支持自治领的右倾政党，并在大选中赢得了议会多数席位。统一国民党于1956年被击败，当时所罗门·班达拉奈克在左翼团体联合起来的民族主义情绪浪潮中成为总理。他的妻子西丽玛沃·班达拉奈克在他于1959年遇刺后进入政坛，并于1960年成为世界上第一位女总理。由于政府的更迭、不同的经济政策和频繁的罢工，锡兰在20世纪60年代的经济前景已低于1948年获得独立时的水平；于是发生了1962年的未遂政变。

### 人民解放阵线
人民解放阵线由前俄罗斯人民友谊大学医科学生和前锡兰共产党（毛主义）党员罗汉·维杰韦里在20世纪60年代末创立。维杰韦里与锡兰共产党（毛主义）领导人意见不合，又对其缺乏革命目标感到不耐烦，于是于1965年与其他志同道合的年轻人一同建立了人民解放阵线。次年，他被锡兰共产党（毛主义）开除，而他的马克思主义意识形态被带到了后来被称为僧伽罗马克思主义团体的组织中。与维杰韦里一起，他的三位亲密支持者成为新党的领导人:萨纳特、卡伦纳拉特和贾亚辛格。该党最初也被称为新左派，成功吸引了学生和失业的农村青年（大多数年龄在 16 岁至 25 岁之间），他们认为自己的经济利益被国家左翼政府忽视。对印度扩张主义、日益严重的经济危机、国内左翼政党的失败的讨论使人民解放阵线的成员开始酝酿暴力革命的可能性。

## 序幕

### 人民解放阵线的扩张和联合阵线的胜利

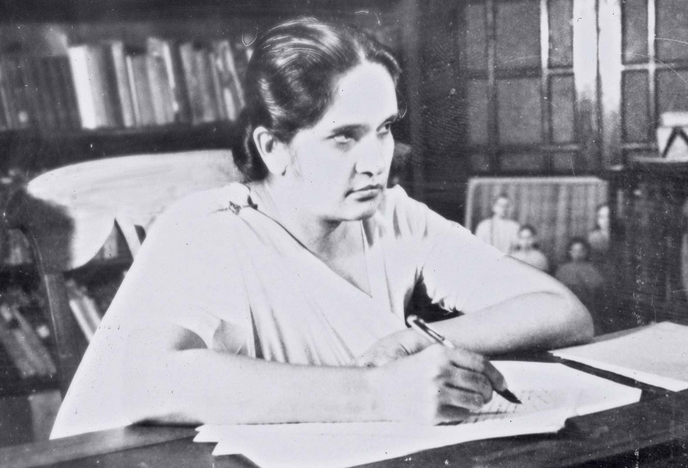
1960-1965年间和1970–1977年间的西丽玛沃·班达拉奈克

人民解放阵线在1967年至1970年间迅速扩大其成员和影响力，控制了一些主要大学校园的学生社会主义运动（包括社会主义学生联盟），并从武装部队招募新成员和同情者；一些人提供了警察局、机场和军事设施的草图，这是起义最初取得成功的一个因素。在维迪亚兰卡拉校区，它得到了由 G·I·D·达玛塞克拉领导的兰卡全国学生协会的支持，在佩拉德尼亚校区，它获得了社会主义学生协会和 维迪奥达亚校区的控制权。马欣达·维杰塞卡拉负责领导学生团体。为了进一步吸引新成员加入该党，并为即将到来的斗争做好准备，维杰韦里在南部和西南海岸的偏远地区开设了“教育营”，提供马克思列宁主义和基本军事技能的培训。党的中央委员会于1969年在马丹佩拉成立。在马丹佩拉会议之后，又在乌鲁博卡和东德拉举行了两次会议。在乌鲁博卡，决定了党的组织结构，包括秘密的五人小组和被称为“地区书记处”的地区指挥部，并开始考虑制造武器的前景。1970年初的栋德拉会议，除了收集和制造武器外，还讨论了招募、训练、制服和收集武装部队信息的细节。此时，据称达玛塞克拉将人民解放阵线的存在告知国务部长朱尼厄斯·理查德·贾亚瓦尔德纳，因此，在助理警察总监K·C·德席尔瓦领导下的国家刑事调查局开始调查这一组织，他们将该党称为“格瓦拉主义团体”并开始抓人。当时的反对党领袖西丽玛沃·班达拉奈克在她当年的劳动节演讲中提到了这一点。
人民解放阵线于1969年举行了第一次公开会议，到1970年初，该党开始扮演更加公开的角色；其干部公开支持社会主义联合阵线竞选1970年大选。他们还分发海报和小册子，承诺如果班达拉奈克不解决无产阶级的利益，就会进行暴力叛乱。在此期间发布的宣言中，该党首次使用“Janatha Vimukthi Peramuna”（人民解放阵线）这个名字。由于其出版物的颠覆性语调，统一国民党政府于5月12日（即5月大选前几天）在汉班托塔逮捕了维杰韦里。联合阵线以压倒性优势击败统一国民党并组建政府，维杰韦里于1970年6月获释。在接下来几个月的政治宽容气氛中，随着新政府试图拉拢各种非正统的左派团体，人民解放阵线加紧了公开的宣传活动和秘密的叛乱准备。尽管他们的团体规模相对较小，但成员们希望通过有选择的绑架和对全国安全部队的突然同时袭击来使政府陷入瘫痪。一些必要的武器是用成员提供的资金购买的，但大部分党的资金来自一系列抢劫。人民解放阵线决定在叛乱开始时依靠对警察局和军营的突袭来获取武器，并计划制造自己的爆炸性武器以备不时之需。

### 革命的准备
到1970年，人民解放阵线开始在库鲁内格勒、阿克米马纳、蒂瑟默哈拉默、埃尔皮蒂亚和阿努拉德普勒农村地区的营地招募和培训干部。“五讲”的课程在全国举行，主要是在墓地等僻静的地方。在组建了约10,000名全职成员后，人民解放阵线于1971年停止招募。党以五人小组为基础，小组有一名领导者，在一个警察局地区有几个这样的小组，每个地区有一名地区领导者。地区领导选举省区领导，省区领导组成中央委员会。中央委员会之上是一个由12名成员组成的政治局，其中包括维杰韦里。党的通讯是通过信使用密码进行的，地区书记传达来自政治局的信息（政治局每两个月在科伦坡开会一次）。人民解放阵线出版了一份报纸（《人民解放》），并实施了多起抢劫——其中包括奥坎皮蒂亚和安巴兰戈德的银行抢劫、巴杜拉邮袋抢劫和约克街抢劫——来筹集资金。党员还被要求缴纳个人资金。
1970年9月，人民解放阵线政治局在安巴兰戈德举行会议，决定开始收缴武器，并任命贾亚辛格为武装部门负责人。该党确定其武器库中的主要武器将是手持炸弹，并计划在位于农村地区的几家炸弹制造工厂以及地下储存地点制造超过100,000枚。年底，在下一届政治局会议上，贾亚辛格报告说，已经制造了3000枚炸弹。人民解放阵线将从约克街偷来的30,000元斯里兰卡卢比交给维克多·伊万（化名波迪·阿苏拉）来制造炸弹。这些炸弹是自制的简陋炸弹，有时会在制造过程中爆炸。1970年12月17日发生了一起这样的事件，波迪·阿苏拉在测试时因一枚手榴弹爆炸而失去了左手，并受重伤。这些小组开始用霰弹枪武装自己；每个成员都拥有一把霰弹枪、10发子弹、蓝色制服、军靴和背包。然而，这一过程的结果好坏参半，人民解放阵线只能制造出大约3,000枚炸弹，其中还有一些在过程中爆炸。警方在霍马加马的塔拉加勒神庙和维迪达亚校区发现了人民解放阵线藏匿的武器、 生产的蓝色制服、弹带、靴子和头盔。

### 锡兰的国防建设
自1949年成立以来，锡兰武装部队一直是一支内部安全部队，负责在罢工和骚乱期间协助锡兰警察。1962年未遂政变后，武装部队在经费、招募和联合作战方面大幅削减，对大规模叛乱毫无准备。1970年，武装部队的年度预算为5200万卢比（1000万美元），仅占政府总支出的1.2%。锡兰陆军的兵力为329名军官和6,291名士兵，下辖3个步兵团，每个团由两个营（一名正规军和一名志愿兵）组成，主要配备二战时期的武器，例如李-恩菲尔德步枪、斯登冲锋枪、布伦轻机枪和维克斯机枪，以及一些单反步枪；一个装备有雪貂装甲车和戴姆勒装甲车的侦察团；配备轻型迫击炮和高射炮的炮兵团。它缺乏坦克、野战炮、自动步枪、冲锋枪等现代化武器，和平时期的弹药储备只能维持一周的作战行动。受未遂政变影响最严重的锡兰皇家海军（其招募一直被冻结到1969年），其舰队中只有一艘护卫舰、哈洛韦尔护卫舰以及一些沿海机动船。1971年，皇家锡兰空军拥有三个飞行中队和几名训练有素的飞行员，第一飞行训练中队由9架德哈维兰花栗鼠训练机 组成，负责基本飞行员训练；第二飞行运输中队拥有三架德哈维兰鸽子、四架德哈维兰苍鹭和三架苏格兰航空先锋固定翼飞机和三架贝尔206直升机;第三飞行中队有两架德哈维兰鸽子负责海上巡逻。在引进喷气式战斗机的计划被取消后，皇家空军已封存了五架喷气式教练机。

### 外国援助
1970年，阿尔巴尼亚社会主义人民共和国寄来的一个装有中国制步枪的包裹被警方扣押；叛乱初期还发生过其他类似事件。阿尔巴尼亚劳动党于1965年初派出代表团与维杰韦里会面。
维杰韦里还拜访了锡兰的朝鲜外交官，后者向他表示祝贺。他派遣一名人民解放阵线成员前往中东，与南也门民族解放阵线建立联系。特使带着南也门政府的一封信回来，南也门承诺如果可能的话将向锡兰运送武器，暗示民族解放阵线将为人民解放阵线提供帮助。

### 导火索
经过1970年10月以来的平静之后，人民解放阵线于1971年2月27日在科伦坡海德公园举行了一次大型公众集会，维杰韦里在集会中表示：“让工人、农民和士兵的革命取得胜利”。这将是叛乱前的最后一次人民解放阵线集会。

#### 反越战示威
在这一点上，人民解放阵线内部似乎存在分歧。卡斯特罗·达玛塞克拉 (Castro Dharmasekera) 领导的派系希望党保持秘密状态，并为游击战做好准备。然而，大多数成员不同意这一观点，达玛塞克拉和他的支持者被驱逐。3月6日，这个自称为毛主义青年阵线的派系在美国驻科伦坡大使馆前开始抗议越南战争。3月10日，骚乱演变为暴力事件，有人向使馆投掷汽油弹，随后暴徒袭击并损坏了停在使馆外的车辆。一名在使馆外执勤的警察被刺伤，随后死亡。锡兰共产党（毛主义）和人民解放阵线的学生被怀疑是大使馆袭击事件的始作俑者，政府下令对这些团体进行镇压。

#### 意外爆炸
3月9日，人民解放阵线炸弹工厂发生意外爆炸，造成5名成员死亡，随后警方在凯格勒区内伦德尼亚的一间小屋中发现了58枚炸弹。这引起了全国的关注，并表明人民解放阵线正在武装自己。几天后的3月16日，佩拉德尼亚校区的马尔斯厅发生爆炸。警方搜查了佩拉德尼亚校区的宿舍，并在希尔达·奥贝塞克拉大厅发现了一批雷管。

#### 紧急状态
人民解放阵线指出目前有4000名党员被捕，其中包括达玛塞克拉和维杰韦里。维杰韦里走遍了全国，但于3月13日在安帕拉被特警队逮捕，随后被转移到贾夫纳监狱。由于美国大使馆遇袭和发生爆炸，政府于3月16日宣布进入紧急状态，赋予警察和军队更广泛的逮捕和拘留权力，但没有进行全面的军事动员。锡兰陆军将锡兰轻步兵第一营的两个排部署到凯格勒区，随后部署两个排到康提。截至3月27日，警方和军队逮捕了300名与大使馆袭击事件有关的青少年，主要是锡共（毛）的青年，并突击搜查了维迪奥达亚和维迪亚兰卡拉校园。截至4月2日，已有400多人被捕。

#### 决定起义
随着维杰韦里以及其他干部的大规模逮捕，人民解放阵线政治局于4月2日在斯里贾亚瓦德纳普拉大学“Sangaramaya”（寺庙）举行了一次会议，党张贴海报和印发传单要求释放维杰韦里，并表示如果叛乱开始，将派遣500名干部前往贾夫纳将他救出监狱。由S·V·A·皮亚提拉卡、莱昂内尔·博佩奇、贾亚德瓦·乌扬戈达、苏南达·德什普里亚、阿苏拉·尼马拉西里·贾亚辛格、W·T·卡鲁纳拉特纳、苏西·L·维克拉玛、维耶塞纳·维达纳吉（别名萨纳特）、索马西里·库马纳亚克和阿努拉·兰吉斯·库库拉索里亚组成的政治局决定，将于4月5日晚上11:00袭击所有警察局。人民解放阵线认为警察局是政府在当地的主要权力机构，并希望消灭它们能够鼓励当地民众奋起支持起义。莫纳拉加拉和威拉雅的地区领导人没有出席会议，锡兰广播公司通过付费无线电讣告传达了袭击的决定，其中写道：“JVP Appuhamy已过期。葬礼5”威拉雅领导人将该命令解释为在4月5日上午而不是晚上发动攻击。

## 叛乱

### 任务
人民解放阵线为4月5日的全国性袭击计划并分配了四项任务。此次袭击的主要实行者为学生组织，维杰韦里称其为“红卫兵”。第一项任务是袭击锡兰最大的军事设施之一，帕纳戈达军营，这个军营还设有大型军火库。皮亚西里负责指挥这800名学生的袭击，这些学生被分成25 人一组；对班达拉奈克国际机场进行了一次较小规模的攻击。第二个任务是由尼马尔、索马万萨·阿马拉辛哈、萨纳斯·库马尔和拉尔·皮耶里斯带领的50多名学生负责，任务是绑架总理。由博佩奇领导的第三项任务是占领科伦坡市，科伦坡市分为五个区域：科伦坡南区、科伦坡北区、康提路、科伦坡中区和科特区。叛乱分子计划袭击沿途的警察局，从他们那里获取武器和弹药。袭击目标是韦利卡达监狱、斯拉瓦斯提·曼迪拉亚、锡兰广播电台以及政府官员的住宅，其中包括司法部长菲利克斯·迪亚斯·班达拉奈克、陆军司令和警察总监。第四个任务是从贾夫纳的监狱中营救维杰韦里。

### 威拉亚袭击
全国起义的计划仓促且协调不力，一些地区领导人直到起义当天早上才得到通知。4月5日凌晨5点20分，威拉亚警察局遭到袭击，两名警员被杀。威拉亚袭击抢先于人民解放阵线计划的第一波同步攻击，使人民解放阵线的计划失去了突然性。袭击发生后，在4月5日黎明后不久，陆军司令D·S·阿蒂加勒少将命令第1营的一个排，格穆努守卫团从迪亚塔拉瓦前往威拉亚。上午7:00，锡兰广播电台报道了此次袭击事件，并警告可能会发生进一步袭击。陆军总部参谋（行动）格拉蒂安·席尔瓦少校和鲁德拉·拉贾辛厄姆副总警监当天早上乘坐空军直升机飞往威拉亚视察地面情况并向阿蒂加勒和警察总监报告。政府开始疯狂准备进一步的袭击，全国部分地区宣布实行宵禁，所有警察局都收到即将发生袭击的警告，阿蒂加勒命令军队开始动员。
4 月 5 日，几名人民解放阵线干部在维哈拉玛哈德维公园被捕，当时他们正准备在班达拉奈克总理位于罗斯米德广场的私人住所绑架（或暗杀）她。随后，全市范围内迅速实施宵禁，在科塔希纳和博雷拉逮捕了更多人，这些人携带大量炸弹、武器和医疗设备试图用于对该市的袭击。晚上 8:00，阿蒂加勒将军、警察总监斯坦利·塞纳纳亚克和阿努鲁达·拉特瓦特中校抵达总理官邸，向总理通报了威拉亚袭击事件以及当晚即将发生的袭击事件。随后，总理与阿蒂加勒将军、A·R·P·（卡鲁）维杰拉特纳上尉和她的日常警卫一起前往缅栀屋（她的官邸）。叛乱期间，缅栀屋成为政府行动（民事和军事）的中心，其安全因而得到加强。这里也是部长们的避难所，其中大多数来自左翼政党。随着人民解放阵线正在向科伦坡进军的传言四起，直升机在首都周围开始巡逻。

### 第一波攻击
随着宵禁的实施和嫌疑人被捕，一些人民解放阵线的领导人躲藏起来。然而，袭击按照他们的计划开始。全国92个警察局同时遭到携带猎枪、炸弹和燃烧弹的人民解放阵线团体袭击; 其中五个（德尼亚亚、浦河、拉詹加内、卡塔拉伽马和瓦拉卡波拉）被叛乱分子占领,。在接下来的几天里，有43个警察局因“战略原因”被警方抛弃。57个警察局遭到破坏。叛乱分子切断了电话和电源线，并用树木封锁了道路。科伦坡附近的汉韦拉警察局于4月6日遭到袭击并被占领。很快，帕纳戈达军营的增援部队就重新夺回了它。皇家锡兰空军第二中队部署了三架贝尔206直升机，开始执行飞往偏远地区警察局的任务，为其提供武器弹药；接下来的几天里，直升机协助将伤员送回医院。埃卡拉空军基地也遭到袭击。警方从规模较小的警察局撤出了人员。到4月10日，叛军已经控制了马特勒区和加勒区的安巴兰戈德镇，并接近占领除了加勒和马塔拉（这两个城市都有两个荷兰殖民堡垒和小型驻军）以外的南部省的剩余地区。然而，人民解放阵线的四项主要任务都没有成功。绑架总理的行动失败，其成员于4月5日在科伦坡被捕。帕纳戈达军营和科伦坡从未受到袭击，因为其成员没有集结。4月5日晚，为了营救维杰韦里，贾夫纳监狱遭到袭击。人民解放阵线干部包了一辆巴士前往监狱，皮亚提拉克带头发动袭击。然而，当增援警察赶到时，这一计划失败了。许多袭击者被捕，一些人被杀。对贾夫纳警察局和卡伊纳加尔海军支队的袭击也失败了，4名叛乱分子于4月6日在大象关被打死。
被任命为凯格勒区和库鲁内格勒区领导人的阿苏拉·尼马拉西里·贾亚辛格于4月3日抵达，并开始组织地区领导人。他与韦扬戈达和米里伽马的分队协调行动，并在凯格勒地区部署了600多名人民解放阵线成员，这些成员主要集中在瓦拉卡波拉和兰布卡纳。由帕特里克·费尔南多 领导的平德尼亚分队袭击了当地警察局和博加拉石墨矿，从矿井中缴获了一卡车炸药。4月8日，瓦拉卡波拉警察局遭到袭击，叛军缴获包括两支冲锋枪在内的武器并焚烧了警察局。布拉斯科胡皮蒂亚、阿拉那亚卡、马瓦内拉、兰布卡纳和德迪加马的警察局也遭到袭击，其中阿拉那亚卡的警察局被烧毁。凯格勒区只有凯格勒镇及其周边地区的警察局仍受政府控制。在中北部省份，只有阿努拉德普勒镇及其警察局仍在坚守，而瓦武尼亚和波隆纳鲁沃的警察局都遭到了袭击。据报道，康提、巴杜拉和莫内拉加拉地区的活动不太激烈。

### 政府反应
由于失去了突然性和协调性，人民解放阵线的第一波攻击按计划进行了。尽管处于高度戒备状态，但政府在准备和抵御第一波攻击方面却无能为力。武器和弹药对双方来说都是一个关键问题，人民解放阵线缺乏获取武器和弹药的途径，他们的目标是从警察和军队那里获得这些武器和弹药，他们将在第一波攻击中占领这些武器和弹药；而政府很快发现，其在叛乱前的小武器弹药库存仅够维持一周。4月5日，当袭击即将发生的警告发出时，一些警察局发现他们缺乏可用的枪支或实弹。皇家锡兰空军三架贝尔206直升机于4月5日开始进行一系列活动，他们开始向孤立的警察局空运武器和弹药。在整个4月份，这三架直升机每天飞行12多个小时，空运了36,500磅弹药。与此同时，鸽子直升机在岛上不同地区执行补给任务，运送了900名士兵和100,000磅装备。叛乱第一天，军队报告了首例阵亡，上士乔蒂帕拉在库鲁内格勒区的图利里亚被杀。
在接下来的几天里，叛乱分子占领了5个警察局，43个警察局被遗弃，人民解放阵线毫无争议地控制了该岛的大部分地区。他们举起红旗并宣称他们在这些地区的统治地位。政府军的反应是首先派出大量警察和军队保卫科伦坡、其他城市和大城市的安全。政府军设置了路障；桥梁、港口和机场都得到了保护，这使得武装部队不堪重负，他们开始动员其预备役人员。陆军、海军和空军人员最初以防御姿态部署在地面执勤；在大多数地区，警察都能坚持到底。政府认为起义初期的局势十分严峻。叛乱前的小武器弹药库存预计将在一周内耗尽，而贾夫纳的一名海军士兵的枪击事件引发了人们对人民解放阵线渗透到武装部队的担忧。因此，政府采取了坚守的策略，直到得到友好国家的援助。
前警察总监S·A·迪萨纳亚克被任命为外交和国防部的额外常务秘书，并在缅栀屋的战情室协调政府的防御工作。地方军事协调官员由每个受影响地区的三个武装部队军种任命，负责开展地方反叛乱行动。这些人员包括阿努拉德普勒的E·T·德·Z·阿贝塞克拉上校，巴杜拉的S·D·拉特瓦特上校，加勒的P·D·罗摩衍那上校，汉班托塔的德里克·努加维拉上校，贾夫纳的R·R·罗德里戈中校，凯格勒的西里尔·拉纳通加中校，马塔拉的D·J·德·S·维克勒马辛哈中校，莫内拉加拉的蒂萨·韦拉通加中校和瓦武尼亚的丹尼斯·哈普加勒中校。随着形势的变化，这些任命也持续更迭。
由于岛上的许多地区都在人民解放阵线的控制之下，通讯和交通受到限制。人民解放阵线用倒下的树木、损坏的涵洞和桥梁封锁了道路，阻止车辆通行。许多陆军车队在阿拉纳亚克和阿努拉德普勒遭到伏击，诺埃尔·威拉孔上尉在那里被杀。政府最初的攻势在马塔拉等地区被击退，当地的议会议员苏马纳帕拉·达哈纳亚克在伴随军警第一次联合行动中受伤。

## 外国的介入

### 国际援助
由于政府严重缺乏武器和弹药，班达拉奈克向友好国家拍电报请求支持，许多政府的反应迅速。英国率先做出积极回应，在初次攻击后四天内就允许锡兰政府使用一架锡兰航空三叉戟客机从其位于新加坡的基地运送轻武器和弹药。随后英国承诺提供六架配备7.62毫米机枪的贝尔47直升机。
美国表示知道人民解放阵线并不是袭击美国驻锡兰大使馆的组织，也没有具体意图向政府提供军事援助。应前任政府的要求，一架美国空军的洛克希德C-141"星"式运输机于4月12日着陆，载有皇家锡兰空军直升机急需的备件。
巴基斯坦派出载着物资、人员的运输机和直升机前往拉特马拉纳机场，并接管机场的防御，让锡兰军队腾出时间执行其他任务。
印度没有收到电报，印度驻锡兰高级专员于4月13日带着援助请求被送回印度。第二天，印度陆军南方司令部的部队从班加罗尔和马德拉斯被空运到班达拉奈克国际机场，还有来自印度空军第104直升机中队的六架携带武器和弹药的法国航太云雀III型直升机紧随其后。该中队在锡兰飞行了1,122架次，飞行了573小时。除此外，还有150名印度廓尔喀军团士兵接管了保卫班达拉奈克国际机场的任务。4月17日，英国皇家空军使用了六架贝尔47直升机将从新加坡购买的弹药送往锡兰。
锡兰获得的最多的援助来自苏联，锡兰航空运输了苏联于4月19日在开罗提供的9吨军事装备。4月22日，苏联空军的安托诺夫安-22运输机载着五架米格-17战斗机、一架 米格-15战斗机和两架Ka-26直升机飞往锡兰，这批苏联飞机还载着200名教练员和地勤人员。此外，苏联还在11月派遣了12门轻型迫击炮和10辆BTR-152装甲运兵车。南斯拉夫提供了四门76毫米山炮。尽管中国提供了30门85毫米60式反坦克炮、3万支自动和半自动步枪，但锡兰政府认为其仍然有支持人民解放阵线的嫌疑。
印度海军部署了三艘护卫舰：恒河号、戈马蒂号和戈达瓦里号在锡兰周围设立了海军警戒线，而皇家锡兰海军则部署其水手（包括其唯一护卫舰的船员）进行岸上值勤和港口防御，使其无法阻止人民解放阵线通过海上获得援助。很快，印度和巴基斯坦军队接管了港口防御，使锡兰人员能够进行进攻行动。澳大利亚捐赠了5000支SLR步枪。

### 朝鲜
朝鲜每天都在报纸上进行革命宣传；朝鲜报纸引用了金日成有关革命的内容，因此锡兰政府对朝鲜的动机表示怀疑。人民解放阵线基地藏有朝鲜高级专员在锡兰分发的主体思想文献，人民解放阵线干部这有助于该党的发展。1971年5月15日，18名与人民解放阵线有关联的朝鲜人被捕。部署在锡兰岛周围的印度巡逻艇拦截了两艘朝鲜船只，从中缴获了武器、食品包裹和文献；这些船只可能前往人民解放阵线控制的领土，以支援人民解放阵线的斗争。援助也可能来自锡兰-朝鲜友好协会，该协会在全国各地设有分支机构。

### 中国的影响力和所谓的支持
起义爆发时，科伦坡港有一艘开往坦桑尼亚的中国货船。锡兰政府向北京和达累斯萨拉姆发出呼吁，要求获得这些武器，但未能成功。此后，锡兰政府就主张这些武器是为人民解放阵线准备的。4月，一艘中国货轮袭击了锡兰的一个港口；印度军舰在锡兰海岸周围维持海军警戒线，将其击退。在人民解放阵线控制的马塔拉海岸附近看到一艘陌生的船只；据目击者称，它比当时皇家锡兰海军拥有的任何船只都大。

## 反叛乱军事行动

### 力挽狂澜
失去了出其不意的因素后，人民解放阵线的最初攻击确实取得了一定程度的成功。然而，它未能完成其关键任务。这意味着它无法获得对抗政府军所需的现代武器。通过撤出小型警察局和陆军分队基地，政府剥夺了人民解放阵线夺取武器和弹药的机会。当军警部队撤退到主要城镇等可防御地点后，政府就有时间补充有限的弹药库存并接收新武器。
维杰韦里成功地塑造了党的意识形态并吸引了大量的干部追随者。然而，这些干部人数众多，却缺乏适当的军事训练。相比之下，政府军尤其是正规军，虽然人数不多，但却是一支全志愿的职业军队，领导力和训练都比较好。当现代武器和弹药开始大量涌入时，形势发生了逆转。人民解放阵线收到的各式各样的武器反而导致了它自己的后勤出现问题。
武装部队的正规人员很快就得到了预备役军人（其中大多数是二战老兵）的补充，而空运过来的巴基斯坦和印度军队则接管了机场和港口等关键设施的防御工作。这使得正规军从静态防御转为进攻作战。此外，维杰韦里所期望的被压迫阶级的民众起义并没有发生，占领地区的人民解放阵线的领导者没有巩固这些地区，也没有为长期的叛乱做好准备，因为人民解放阵线并没有这样的计划；人民解放阵线的地方委员会在占领区挂起了红旗，除此之外几乎没有采取任何行动。与此同时，锡兰发生了大范围的抢劫和破坏国家财产的事件，数名平民被叛乱分子杀害。

### 空中行动
皇家锡兰空军将1970年封存的五架狩猎喷气式教练机取出，在三天内对它们进行维修和武装，并将它们从亭可马里机场飞往班达拉奈克国际机场（途中攻击叛军地点）。4月12日，在对波隆纳鲁沃的一个目标进行轰炸后，一架喷气式教练机在接近亭可马里机场时失去动力并坠毁，飞行员兰吉斯·维杰通加身亡。几周后，喷气式教练机与贝尔47直升机一起发起对地攻击。

### 地面行动
政府军开始增强地面火力，并向人民解放阵线控制区发起进攻行动。南斯拉夫山炮被部署在凯格勒镇压叛乱分子，到4月底，许多疑似人民解放阵线成员被抓获、逮捕或投降。剩余的叛军撤退到凯格勒、埃尔皮蒂耶、代尼亚亚和卡塔拉格马地区的丛林中。陆军于5月接收了12辆英国 阿尔维斯·萨拉丁装甲车，并将其投入库鲁内格勒和阿努拉德普勒地区使用。经过三周的战斗后，政府重新控制了除少数偏远地区之外的所有地区。在大多数情况下，政府重新控制了乡镇；叛乱团体消失在丛林中并继续活动，有些团体一直活动到1972年初。1971年5月和6月，政府两次宣布大赦，空投传单鼓励叛乱分子投降。由于没有食物、武器和缺乏领导，许多年轻人投降了，其他团体被包围并被俘。人民解放阵线的两名领导人萨纳特和苏西尔在与武装部队的对抗中身亡；阿苏拉·尼马拉西里·贾亚辛格带领残部从凯格勒进入威尔帕图丛林，随后受伤被俘。在阿努拉德普勒的丛林中，人民解放阵线建立了一个提供物资的大本营以及六个分营，他们利用这些分营在拉詹加纳和坦布特伽马开展行动。由贾亚瓦德纳少校指挥的1CL1部队的一支配备82毫米迫击炮的分队于5月执行了奥塔普瓦行动并清除了这些营地。到五月底，大部分叛乱被镇压。反叛乱行动又持续了一年，从1972年11月到1973年4月，1CLI部队在霍罗瓦帕塔纳建立了前沿基地，而在D区，1CLI直到1974年12月才结束了在凯格勒地区的行动。许多青少年被关押在康复营达数月之久。官方逮捕总数为5,067人（其中1,117人来自科伦坡），但据称被捕人数高达20,000人。在此期间，政府对所有国内外新闻实行严格审查。媒体报道了有关于即时处决的报告，包括公开处决卡塔拉伽马的普雷马瓦蒂·马纳佩里。基于种姓的歧视很常见，武装部队逮捕来自低种姓村庄的所有青年，无论他们是否参与。

## 事后

### 伤亡
官方公布的死亡人数为1,200 人，但非官方的课卡片消息来源估计死亡人数为4,000-5,000人。四十一名平民被叛乱分子杀害；37名警察被杀，195名警察受伤。在1971年和1972年，有26名武装部队人员（19名陆军、4名空军和3名海军）丧生，其中包括1名军官。130人受伤（87名陆军、15名空军和28 名海军）。

### 检控
在司法部长菲利克斯·迪亚斯·班达拉奈克的建议下，总理任命了一个由退休警察总监阿莱里克·阿贝古纳瓦德纳领导的调查小组来起诉被俘的叛乱分子。该小组由皇家律师和警察组成。皇家律师被任命为助理警司，使他们能够记录嫌疑人的供述，这些供词在法庭上可以被采纳。很快人们就发现，按照当时的程序和法律对大量在押嫌疑人定罪需要数年时间。

#### 刑事司法委员会
政府设立了刑事司法委员会，以方便起诉被拘留的叛乱分子。该委员会由首席大法官H·N·G·费尔南多（主席）、大法官A·C·阿勒斯、法官V·T·塔马瑟兰、法官H·德拉戈达和法官T·W·拉贾拉特南组成。到1975年，警方共进行了139项调查，对3872名叛乱嫌疑人提出指控，并向委员会移交了2919名嫌疑人。2413名犯罪嫌疑人被判处缓刑，258人被判处重刑，其中3人被判处无期徒刑。50名嫌疑人被无罪释放。第二个委员会于1976年成立，由三名法官组成。2520名嫌疑人被缓刑释放，372名嫌疑人被判处重刑，其中5人被判处无期徒刑。92名嫌疑人被无罪释放。1975年，维杰韦里被判处无期徒刑（后来减为20年劳役）。许多幸存的人民解放阵线领导人都被判入狱；包括阿苏拉·尼马拉西里·贾亚辛格和索马西里·库马纳亚克在内的一些人成为了王室证人并被赦免。康复营中的大部分青少年逐渐获释。

## 遗产
叛乱对公共和私人财产造成了270万卢比的损失；其他机构损失了300万卢比。由于叛乱，超过4.5亿卢比的资本开发资金没有按计划使用。锡兰因朝鲜支持人民解放阵线而与朝鲜断交，直到2014年才恢复外交关系。政府扩大了武装部队，空军从1971年的1,400人增加到1976年的3,100人，并增加了志愿军，陆军组建了国民服役团。警方于1974年组建了斯里兰卡后备警察。在起义后的六年紧急状态下，人民解放阵线一直处于蛰伏状态。政府没有向警察或武装部队人员颁发奖章。然而，统一国民党在1977年大选获胜后，新政府试图表现出政治宽容以扩大其职权范围。随着1977年刑事司法委员会的废除，所有根据该委员会定罪的人都获得了大赦，其中包括维杰韦里。对该党的禁令被解除，人民解放阵线进入了合法的政治竞争舞台。作为1982年总统选举的候选人，维杰韦里以超过25万张选票名列第四（而获胜者朱尼厄斯·理查德·贾亚瓦尔德纳的选票为320万张）。
1987年至1989年间，人民解放阵线开始了第二次叛乱。第二次叛乱与其说是一场公开的革命，不如说是一场低强度战争。该党与其组织严密的军事部队一同进行战斗，对军事设施进行突袭并进行定点暗杀，在斯里兰卡南部地区发动叛乱。1989年，针对人民解放阵线基层组织和领导层的的反攻导致维杰韦里死亡，这场叛乱也就结束了。

## 著名人物

### 被捕人员
- 纳加林·桑穆加塔桑 – 锡兰共产党（毛主义）领导人，与中国政府有官方来往，反对叛乱
- 拉维·贾亚瓦德内上尉, 前军官，J·R·贾亚瓦德内之子

### 被杀人员
- 中校雷克斯·德·科斯塔医生，MBE - 陆军志愿军，鲁胡努团前指挥官和世界退伍军人联合会副主席
- 诺埃尔·威拉孔少校 - 炮兵，桑赫斯特皇家军事学院和锡兰军队板球运动员
- 普雷马瓦蒂·马纳佩里 - 卡塔拉伽马选美冠军

### 起义者和支持者
- S·D·班达拉纳亚克 - 议员
- 苏西尔·西里瓦德内 - 农业研究院院长
- 阿苏拉·尼马拉西里·贾亚辛格 - 人民解放阵线政治局委员，日后成为部长
- 贾亚德瓦·乌扬戈达 - 人民解放阵线政治局委员，日后成为学者
- 马欣达·维杰塞卡拉 - 日后成为部长
- 索马万萨·阿马拉辛哈 - 日后成为人民解放阵线政治局委员和第4任党主席
- 优婆提舍·伽马那亚克 - 1987年-1989年叛乱期间人民解放阵线副主席
- 维克多·伊万 -  日后成为记者
- 莱昂内尔·博佩奇 -  日后成为人民解放阵线总书记，但由于该党在淡米尔人问题的立场而于1984年离开[44]

## 继续阅读
- . South Asia studies.
- Cooke, Michael Colin. . Colombo: Agahas. 2011. ISBN 978-955-0230-03-7.
- Halliday, Fred (1975). "The Ceylonese Insurrection". In Blackburn, Robin. Explosion in a Subcontinent: India, Pakistan, Bangladesh, and Ceylon. Harmondsworth, Eng.; Baltimore: Penguin. ISBN 0-14-021822-X
- Warnapala, W. A. . Asian Survey. 1975, 15 (9): 745–757. JSTOR 2643171 . doi:10.2307/2643171.
- Wijeweera, Rohana (1975). "Speech to the Ceylon Criminal Justice Commission". In Blackburn, Robin. Explosion in a Subcontinent: India, Pakistan, Bangladesh, and Ceylon. Harmondsworth, Eng.; Baltimore: Penguin. ISBN 0-14-021822-X